# Palazzo Della Torre
Palazzo Della Torre, conosciuto anche con il nome di palazzo Della Torre Ederle, è un edificio civile situato in stradone San Fermo a Verona, non distante dalla chiesa di San Fermo Maggiore.

## Storia
Il nome dell'architetto che progettò l'edificio non è noto, tuttavia i critici hanno fatto diverse ipotesi. Secondo Francesco Ronzani e Gerolamo Luciolli, per esempio, il palazzo venne progettato nel XVI secolo su disegno del noto architetto veronese Michele Sanmicheli, anche se gli stessi affermano che «in vero non ostenta in questa nobile abitazione quella sontuosità, che negli altri suoi edifizi e in Verona, ed altrove si osserva», tuttavia essi attribuiscono tale differenza di stile alla "moderazione" dei committenti.
Secondo Scipione Maffei e Langenskiol, tuttavia, l'edificio sarebbe stato edificato nel corso del XVII secolo, motivo per cui quest'ultimo e Diego Zannandreis sostengono che venne progettato da Domenico Curtoni. Tra gli altri possibili autori del palazzo nobiliare viene citato anche Bernardino Brugnoli, parente del Sanmicheli e suo erede morale.

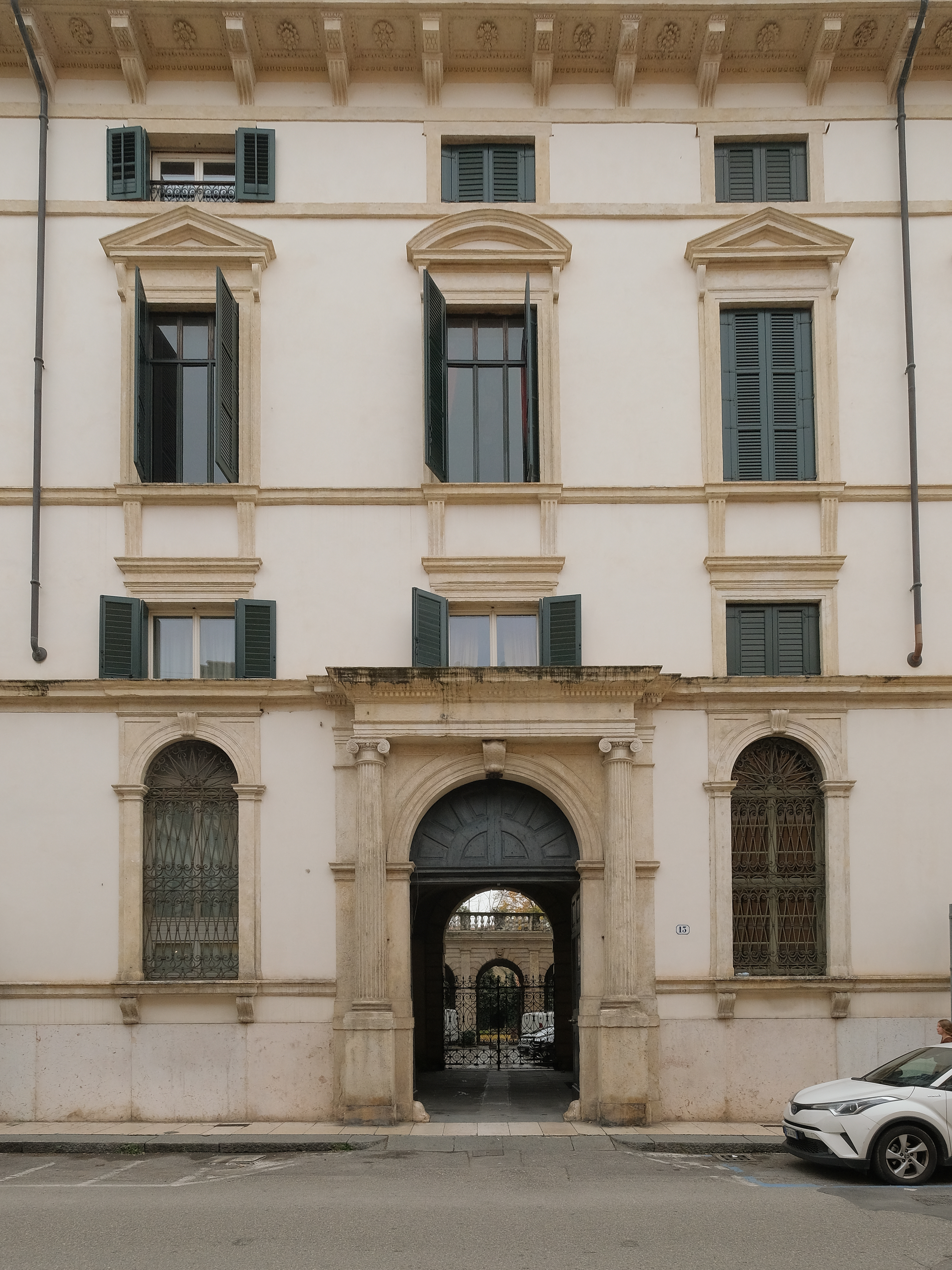
Una sezione della facciata comprendente il portale

L'edificio rimase a lungo incompiuto e il suo completamento venne commissionato solamente nel 1850 dal proprietario dell'epoca, Pacifico Goldschmidt: i lavori portarono all'edificazione dell'ala sinistra, simmetrica rispetto a quella destra esistente. Durante i lavori si cercò di limitare le demolizioni del preesistente edificio del XIII o XIV secolo, per cui ne furono riutilizzate parte delle fondazioni e delle strutture murarie; inoltre, con l'occasione, si decise di sostituire la gronda in legno con una lapidea.

## Descrizione
La facciata propone uno stile monumentale: al piano terra si presenta con una teoria di sei grandi finestre ad arco a tutto sesto, interrotta al centro dal grande portale d'accesso all'atrio e al cortile del palazzo; sopra una profonda cornice marcapiano si aprono le sette piccole finestre del mezzanino, e sopra queste i sette finestroni monumentali del piano nobile, coronati da timpani circolari e triangolari alternati; a coronare il tutto, sotto la gronda in pietra, le piccole aperture dell'ultimo piano.
All'interno si trova un elegante portico a pilastri che separa il cortile, cui si accede dal portale posto lungo stradone San Fermo, da un piccolo giardino. Le eleganti sale interne presentano soffitti stuccati, camini monumentali e numerosi affreschi.